# Élections législatives de 1967 dans le Cher
Les élections législatives françaises de 1967 se déroulent les 5 et 12 mars 1967. Dans le département du Cher, trois députés sont à élire dans le cadre de trois circonscriptions.

## Élus
| Circonscription | Député sortant    | Parti | Parti   | Député élu ou réélu | Parti | Parti |
| --------------- | ----------------- | ----- | ------- | ------------------- | ----- | ----- |
| 1re             | Raymond Boisdé    |       | RI      | Raymond Boisdé      |       | RI    |
| 2e              | Jean Boinvilliers |       | UNR-UDT | Jean Boinvilliers   |       | UD-Ve |
| 3e              | Ferdinand Roques  |       | UNR-UDT | Laurent Bilbeau     |       | PCF   |

## Résultats

### Résultats à l'échelle du département
| Parti          | Parti                                           | Premier tour | Premier tour | Second tour | Second tour | Sièges |
| Parti          | Parti                                           | Voix         | %            | Voix        | %           | Sièges |
| -------------- | ----------------------------------------------- | ------------ | ------------ | ----------- | ----------- | ------ |
|                | Union des démocrates pour la Ve République      | 37 610       | 25,89        | 47 021      | 49,91       | 1      |
|                | Républicains indépendants                       | 26 809       | 18,46        |             |             | 1      |
|                | Modérés                                         | 7 123        | 4,90         | 0           |             |        |
|                | Divers droite (gaulliste)                       | 2 688        | 1,85         | 0           |             |        |
|                | Union des républicains de progrès               | 74 230       | 51,10        | 47 021      | 49,91       | 2      |
|                |                                                 |              |              |             |             |        |
|                | Parti socialiste unifié                         | 7 370        | 5,07         |             |             | 0      |
|                | Fédération de la gauche démocrate et socialiste | 5 496        | 3,78         | 0           |             |        |
|                | Section française de l'Internationale ouvrière  | 4 967        | 3,42         | 0           |             |        |
|                | Fédération de la gauche démocrate et socialiste | 17 833       | 12,28        |             |             | 0      |
|                |                                                 |              |              |             |             |        |
|                | Parti communiste français                       | 46 682       | 32,14        | 47 182      | 50,09       | 1      |
|                | Progrès et démocratie moderne                   | 6 514        | 4,48         | Retrait     | Retrait     | 0      |
|                |                                                 |              |              |             |             |        |
| Inscrits       | Inscrits                                        | 183 340      | 100,00       | 121 477     | 100,00      | 3      |
| Abstentions    | Abstentions                                     | 34 877       | 19,02        | 23 982      | 19,74       |        |
| Votants        | Votants                                         | 148 463      | 80,98        | 97 495      | 80,26       |        |
| Blancs et nuls | Blancs et nuls                                  | 3 204        | 2,16         | 3 292       | 3,38        |        |
| Exprimés       | Exprimés                                        | 145 259      | 97,84        | 94 203      | 96,62       |        |

### Résultats par circonscription

#### Première circonscription (Bourges)
|                | Raymond Boisdé sortant réélu | RI                        | 26 809 | 52,88  |  |  |  |
|                | Henri Perrier                | PCF                       | 13 827 | 27,28  |  |  |  |
|                | Albert Duchereux             | PSU (FGDS)                | 7 370  | 14,54  |  |  |  |
|                | Basile Peides                | Divers droite (Gaulliste) | 2 688  | 5,3    |  |  |  |
|                |                              |                           |        |        |  |  |  |
| Inscrits       | Inscrits                     | Inscrits                  | 61 831 | 100,00 |  |  |  |
| Abstentions    | Abstentions                  | Abstentions               | 10 036 | 16,23  |  |  |  |
| Votants        | Votants                      | Votants                   | 51 795 | 83,77  |  |  |  |
| Blancs et nuls | Blancs et nuls               | Blancs et nuls            | 1 101  | 2,13   |  |  |  |
| Exprimés       | Exprimés                     | Exprimés                  | 50 694 | 97,87  |  |  |  |

#### Deuxième circonscription (Vierzon)
| Candidat       | Candidat                        | Parti          | Premier tour | Premier tour | Second tour | Second tour |  |
| Candidat       | Candidat                        | Parti          | Voix         | %            | Voix        | %           |  |
| -------------- | ------------------------------- | -------------- | ------------ | ------------ | ----------- | ----------- |  |
|                | Jean Boinvilliers sortant réélu | UD-Ve          | 20 695       | 40,37        | 25 374      | 50,03       |  |
|                | Fernand Micouraud               | PCF            | 18 556       | 36,2         | 25 347      | 49,97       |  |
|                | Gilbert Driancourt              | CD (PDM)       | 6 514        | 12,71        | Retrait     | Retrait     |  |
|                | Jacques Dreyfuss                | FGDS           | 5 496        | 10,72        |             |             |  |
|                |                                 |                |              |              |             |             |  |
| Inscrits       | Inscrits                        | Inscrits       | 64 071       | 100,00       | 64 060      | 100,00      |  |
| Abstentions    | Abstentions                     | Abstentions    | 11 683       | 18,23        | 11 619      | 18,14       |  |
| Votants        | Votants                         | Votants        | 52 388       | 81,77        | 52 441      | 81,86       |  |
| Blancs et nuls | Blancs et nuls                  | Blancs et nuls | 1 127        | 2,15         | 1 720       | 3,28        |  |
| Exprimés       | Exprimés                        | Exprimés       | 51 261       | 97,85        | 50 721      | 96,72       |  |

#### Troisième circonscription (Saint-Amand-Montrond)
| Candidat       | Candidat                 | Parti          | Premier tour | Premier tour | Second tour | Second tour |  |
| Candidat       | Candidat                 | Parti          | Voix         | %            | Voix        | %           |  |
| -------------- | ------------------------ | -------------- | ------------ | ------------ | ----------- | ----------- |  |
|                | Ferdinand Roques sortant | UD-Ve          | 16 915       | 39,06        | 21 647      | 49,78       |  |
|                | Laurent Bilbeau élu      | PCF            | 14 299       | 33,02        | 21 835      | 50,22       |  |
|                | Roger Fajardie           | FGDS (SFIO)    | 4 967        | 11,47        |             |             |  |
|                | François Butéri          | Modérés        | 4 642        | 10,72        |             |             |  |
|                | Georges Perrin           | Modérés        | 2 481        | 5,73         |             |             |  |
|                |                          |                |              |              |             |             |  |
| Inscrits       | Inscrits                 | Inscrits       | 57 438       | 100,00       | 57 417      | 100,00      |  |
| Abstentions    | Abstentions              | Abstentions    | 13 158       | 22,91        | 12 363      | 21,53       |  |
| Votants        | Votants                  | Votants        | 44 280       | 77,09        | 45 054      | 78,47       |  |
| Blancs et nuls | Blancs et nuls           | Blancs et nuls | 976          | 2,2          | 1 572       | 3,49        |  |
| Exprimés       | Exprimés                 | Exprimés       | 43 304       | 97,8         | 43 482      | 96,51       |  |